# Stopień rozszerzenia ciała
W matematyce, konkretniej teorii ciał, stopień jest w intuicyjnym sensie miarą „rozmiaru” rozszerzenia ciała. Pojęcie to odgrywa ważną rolę w wielu częściach matematyki, w tym w algebrze, teorii liczb i w wielu dziedzinach, gdzie ciała są kluczowymi obiektami algebraicznymi.

## Definicje i oznaczenia
Niech że {\displaystyle E/F} będzie rozszerzeniem ciała. Wtedy {\displaystyle E} można traktować jako przestrzeń liniową nad {\displaystyle F} (które odgrywa rolę skalarów). Wymiar tej przestrzeni wektorowej nazywa się stopniem rozszerzenia ciała i jest oznaczany {\displaystyle [E:F].}
Stopień może być skończony lub nieskończony, ciało jest nazywane odpowiednio skończonym rozszerzeniem lub nieskończonym rozszerzeniem. Rozszerzenie {\displaystyle E/F} czasem nazywane jest po prostu skończonym, jeśli jest skończonym rozszerzeniem; nie należy tego mylić z ciałami skończonymi (ciałami o skończonej liczbie elementów).

## Twierdzenie o stopniach rozszerzeń ciał
Dla trzech ciał dla których zachodzi ciąg włożeń {\displaystyle K\hookrightarrow L\hookrightarrow M,} istnieje prosta zależność między stopniami trzech rozszerzeń {\displaystyle L/K,} {\displaystyle M/Q} i {\displaystyle M/Z{:}}
{\displaystyle [M:K]=[M:L]\cdot [L:K].}
Innymi słowy stopień „dużego” rozszerzenia można obliczyć jako iloczyn pośrednich rozszerzeń. To twierdzenie przypomina twierdzenie Lagrange’a w teorii grup, które łączy rząd grupy i indeks podgrupy; Teoria Galois pokazuje, że ta analogia jest czymś więcej niż tylko zbiegiem okoliczności.
Jeśli {\displaystyle M/K} jest skończone, to twierdzenie nakłada silne ograniczenia na rodzaj ciał, które mogą wystąpić między {\displaystyle M} i {\displaystyle K,} za pomocą prostych arytmetycznych zależności. Na przykład jeśli stopień {\displaystyle [M:K]} jest liczbą pierwszą {\displaystyle p,} to dla dowolnego ciała pośredniego {\displaystyle L,} zachodzi jedno z dwojga: albo {\displaystyle [M:L]=P} oraz {\displaystyle [L:K]=1,} w tym przypadku {\displaystyle L} jest równe {\displaystyle K} lub {\displaystyle [M:L]=1} oraz {\displaystyle [L:K]=p,} w tym przypadku {\displaystyle L} jest równe {\displaystyle M.} W takim razie nie istnieje żadne pośrednie rozszerzenie {\displaystyle K} zawarte w {\displaystyle M.}

### Dowód twierdzenia w przypadku skończonym
Niech {\displaystyle K,L,M} będą ciałami takimi, że {\displaystyle K\hookrightarrow L\hookrightarrow M} oraz że {\displaystyle d=[L:K]} i {\displaystyle e=[M:L]} są skończone. W takim razie istnieje baza {\displaystyle \{u_{1},\dots ,u_{d}\}} przestrzeni {\displaystyle L} nad {\displaystyle K} oraz baza {\displaystyle \{w_{1},\dots ,w_{e}\}} przestrzeni {\displaystyle M} nad {\displaystyle L.} Pokażemy, że elementy {\displaystyle u_{m}w_{n},} tworzą bazę {\displaystyle M/K;} a że jest ich dokładnie de, to znaczy, że wymiar {\displaystyle M/K} wynosi de.
Najpierw musimy sprawdzić, że ten zbiór rozpina {\displaystyle M/K.} Niech {\displaystyle x} będzie dowolnym elementem {\displaystyle M,} ponieważ {\displaystyle w_{n}} tworzą bazę dla {\displaystyle M} nad {\displaystyle L,} możemy znaleźć elementy {\displaystyle a_{n}} w {\displaystyle L} takie, że
{\displaystyle x=\sum _{n=1}^{e}a_{n}w_{n}=a_{1}w_{1}+\cdots +a_{e}w_{e}.}
Wtedy, jako że {\displaystyle u_{m}} tworzą bazę dla {\displaystyle L} nad {\displaystyle K,} możemy znaleźć elementy {\displaystyle b_{m,n}} w {\displaystyle K} takie, że dla każdego {\displaystyle n,}
{\displaystyle a_{n}=\sum _{m=1}^{d}b_{m,n}u_{m}=b_{1,n}u_{1}+\cdots +b_{d,n}u_{d}.}
Następnie za pomocą rozdzielności i łączności mnożenia w {\displaystyle M} mamy
{\displaystyle x=\sum _{n=1}^{e}\left(\sum _{m=1}^{d}b_{m,n}u_{m}\right)w_{n}=\sum _{n=1}^{e}\sum _{m=1}^{d}b_{m,n}(u_{m}w_{n}),}
co pokazuje, że {\displaystyle x} jest liniową kombinacja {\displaystyle u_{m}w_{n}} o współczynnikach z {\displaystyle K;} innymi słowy, rozpinają one {\displaystyle M} nad {\displaystyle K.}
Po drugie, musimy sprawdzić, że są one liniowo niezależne nad {\displaystyle K.} Załóżmy że:
{\displaystyle 0=\sum _{n=1}^{e}\sum _{m=1}^{d}b_{m,n}(u_{m}w_{n})}
dla pewnych współczynników {\displaystyle b_{m,n}} w {\displaystyle K.} Wtedy mamy:
{\displaystyle 0=\sum _{n=1}^{e}\left(\sum _{m=1}^{d}b_{m,n}u_{m}\right)w_{n}.}
W takim razie wyrażenia w nawiasie muszą być zerowe, ponieważ są one elementami {\displaystyle L,} a {\displaystyle w_{n}} są liniowo niezależne nad {\displaystyle L.} Czyli
{\displaystyle 0=\sum _{m=1}^{d}b_{m,n}u_{m}}
dla każdego {\displaystyle n.} Ale, {\displaystyle b_{m,n}} są współczynnikami w {\displaystyle K} oraz {\displaystyle u_{m}} są liniowo niezależne nad {\displaystyle K,} musimy mieć, że {\displaystyle b_{m,n}=0} dla wszystkich {\displaystyle m} i {\displaystyle n.} To pokazuje, że elementy {\displaystyle u_{m}w_{n}} są liniowo niezależne nad {\displaystyle K.} To kończy dowód.

## Przykłady
- Liczby zespolone są rozszerzeniem ciała nad rzeczywistymi liczbami o stopniu {\displaystyle [\mathbf {C} :\mathbf {R} ]=2,} w takim razie nie ma nietrywialnych ciał między nimi.
- Rozszerzenie ciała {\displaystyle \mathbb {Q} ({\sqrt {2}},{\sqrt {3}}),} otrzymane przez dołączenie {\displaystyle {\sqrt {2}},{\sqrt {3}}} do ciała liczb wymiernych, Ma stopień 4, czyli {\displaystyle [\mathbb {Q} ({\sqrt {2}},{\sqrt {3}}):\mathbb {Q} ]=4.} Pośrednie ciało {\displaystyle \mathbb {Q} ({\sqrt {2}})} ma stopień 2 nad {\displaystyle \mathbb {Q} ;} z twierdzenia o stopniu rozszerzeń mamy {\displaystyle [\mathbb {Q} ({\sqrt {2}},{\sqrt {3}}):\mathbb {Q} ({\sqrt {2}})]=2.}
- W ciało skończone (ciało Galois) {\displaystyle \mathbf {GF} (125)=\mathbf {GF} (5^{3})} ma stopień równy 3 nad {\displaystyle \mathbf {GF} (5).} W bardziej ogólnym przypadku, jeśli {\displaystyle p} jest pierwsze oraz {\displaystyle m,n} – liczby całkowite dodatnie i {\displaystyle n} dzieli {\displaystyle m,} wtedy {\displaystyle [\mathbf {GF} (p^{m}):\mathbf {GF} (p^{n})]=m/n.}
- Rozszerzenie ciała {\displaystyle \mathbf {C} (T)/\mathbf {C} ,} gdzie {\displaystyle \mathbf {C} (T)} to ciało funkcji wymiernych nad {\displaystyle \mathbf {C} ,} ma nieskończony stopień. Zauważmy, że elementy {\displaystyle 1,T,T^{2},} itp. są liniowo niezależne nad {\displaystyle \mathbf {C} .}